# Уэуэтлан-эль-Чико
Уэуэтлан-эль-Чико (исп. Huehuetlán el Chico) — посёлок в Мексике, в штате Пуэбла, входит в состав одноимённого муниципалитета и является его административным центром. Численность населения, по данным переписи 2010 года, составила 4742 человека.

## Этимология
Название поселения составное: Huehuetlán с языка науатль можно перевести как рядом со старым богом, а el Chico дано для различения с другим населённым пунктом — Уэуэтлан-эль-Гранде.